# Alfals arbori
L'alfals arbori (Medicago arborea) és una espècie de planta amb flors del gènere Medicago dins la família de les fabàcies (Fabaceae).
Addicionalment pot rebre els noms d'alfals, alfals arbre, melgó arbori, trèvol arbori, trèvol de bestiar i trèvol de pagès. També s'han recollit les variants lingüístiques alfals-arbre i anfals-arbre.

## Descripció
És un petit arbust perennifoli de fins a 2 metres d'alçària. Aquest nanofaneròfit té el tronc basal llenyós però les branques secundàries sempre són verdes i una mica piloses. Té fulles compostes trifoliades, com tots els medicagos, i són de color verd cendrós. La flor surt a la primavera o tardor, és groga, semblant a la de la ginesta, i apareix en inflorescències. Fructifica a l'estiu i ho fa amb un petit llegum de fins a 1,5 centímetres de diàmetre i que té forma espiral.

## Ecologia
És un dels pocs caducifolis d'estiu de la regió mediterrània. És una planta tan ben adaptada a l'eixut estival que quan arriben les fortes calors de l'estiu es desprèn de totes les fulles, reduint així la transpiració i, en conseqüència, estalviant aigua.

## Hàbitat
És un arbust típic de la regió mediterrània, i creix en llocs assolellats com pinedes de pi blanc o prats. També se'l troba cultivat en conreus com a farratge o en jardins i parcs com a planta ornamental.

## Usos
En el passat fou molt important per a alimentar bestiar i sembla que és aquesta la planta que ja recomanava Columel·la, al segle i.